# Jestetten
Jestetten település Németországban, azon belül Baden-Württembergben. Lakosainak száma 5358 fő (2023. december 31.). Jestetten Dettighofen és Lottstetten községekkel határos.

## Népesség
A település népessége az elmúlt években az alábbi módon változott:
| Lakosok száma | 3114 | 3956 | 4370 | 4217 | 4086 | 4906 | 5277 | 5170 | 5006 | 5358 |
|               | 1961 | 1967 | 1974 | 1980 | 1987 | 1993 | 2000 | 2006 | 2013 | 2023 |